# Mauritz von Strachwitz
Mauritz von Strachwitz (Wrocław, Polen, 21 juli 1929 - 8 juli 2022) was een Duits autocoureur. In 1953 was hij eenmaal te vinden op de inschrijvingslijst van een Formule 1-race, zijn thuisrace van dat jaar voor het team MSM, maar hij kreeg geen racelicentie voor deze race en startte dus niet. Hij gebruikte hierin het startnummer 13, iets wat na hem alleen Moisés Solana, Divina Galica en Pastor Maldonado deden. Von Strachwitz schreef zich na deze race nooit meer in voor een normale Formule 1-race, maar wel voor een niet-kampioenschapsrace, de Avusrennen van 1953 voor het team MSM.